# Tom Donahue (regista)
Tom Donahue (Rhinebeck, 18 maggio 1968) è un regista e produttore cinematografico statunitense.

## Biografia
Nel corso della sua carriera, Donahue ha diretto e prodotto molti documentari fra cui Casting By (2012), nominato a un Emmy, Thank You for Your Service (2015) This Changes Everything (2018), documentario sui pregiudizi di genere sistemici e la discriminazione contro le donne a Hollywood e nell'intrattenimento, e Bleed Out (2018), premiato nel 2019 dal Los Angeles Press Club.